# ديوغو توماس
ديوغو توماس (بالفنلندية: Diogo Tomas)‏ هو لاعب كرة قدم فنلندي، ولد في 31 يوليو 1997. لعب مع Mikkelin Palloilijat ‏.

## وصلات خارجية
- ديوغو توماس على موقع اتحاد النرويج (النرويجية)
- ديوغو توماس على موقع قاعدة بيانات كرة القدم.إي يو (الإنجليزية)
- ديوغو توماس على موقع ناشيونال فوتبول تيمز (الإنجليزية)
- ديوغو توماس على موقع Soccerway.com (الإنجليزية)
- ديوغو توماس على موقع عالم كرة القدم.نت (الإنجليزية)